# چانگژوا
چانگژوا (به لاتین: Chongzhou) یک county-level city در جمهوری خلق چین است که در چنگدو واقع شده‌است.

## خصوصیات
چانگژوا ۱٬۰۹۰ کیلومترمربع مساحت و ۶۶۱٬۱۲۰ نفر جمعیت دارد.